# Konstantyn I (król Szkocji)
Konstantyn I, gael. Causantín mac Cináeda, (ur. 836, zm. 877) – król Alby (Szkocji) 862–877.

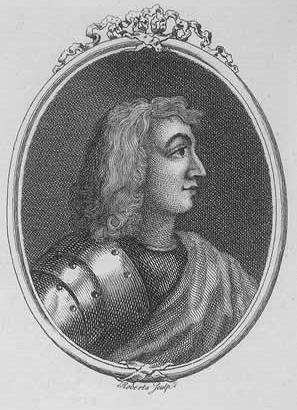
XVIII wieczne przedstawienie postaci Konstantyna I

Najstarszy syn Kennetha I, został wybrany na króla Szkotów i Piktów jeszcze za życia poprzednika, swojego stryja, Donalda I. Panowanie Konstantyna wypełniały ciągłe walki z wikingami i próby rozszerzenia królestwa na południe.
Konstantyn pomyślnie odparł w 864 r. najazd swojego szwagra, Olafa Białego z Dublina. Następna wyprawa Normanów na szkockie ziemie pod wodzą Thorstena Czerwonego również została powstrzymana. Kolejne wyprawy wikingów z Dublina kierowały się bardziej na południe, do brytyjskiego królestwa Strathclyde. Po złupieniu jego stolicy, Dumbarton, w 872 r. Olaf w porozumieniu z Konstantynem zamordował króla Arthgala, a władcą Strathclyde został inny szwagier Konstantyna – Rhun, ale już jako podległy szkockiemu królowi.
Ostatecznie ze starć z Normanami Konstantyn wyszedł pokonany. Najeźdźcy z Dublina założyli swoją osadę w Fife (na wschodzie Szkocji) skąd dokonywali dalszych najazdów. Konstantyn zginął w jednej z bitew z wikingami pod Inverdovat w 877 r. i został pochowany na wyspie Iona, tradycyjnym miejscu spoczynku królów szkockich. Tron po nim objął jego młodszy brat Aed, a jedyny syn panował w latach 889–900 jako Donald II.